# 慕尼黑地铁1号线
慕尼黑地铁1号线（德語：U-Bahn-Linie 1 München）全长12公里，共设有地15座车站。起始站分别为奥林匹克购物中心站到芒法尔广场站。属于第二条城市线。